# GroupDAV
GroupDAV (Group-ware Distributed Authoring and Versioning) ist ein offener Standard zur Bereitstellung von Kalendereinträgen, Aufgabenlisten und Kontaktinformationen.
Dabei können mehrere Benutzer diese Einträge gemeinsam nutzen und verwalten.
Technisch gesehen ist GroupDAV eine abgespeckte Version des WebDAV-Protokolls, mit Hilfe dessen verschiedene PIM-Software auf gemeinsam benutzte Daten zugreifen können sollen.
Die Spezifikation ist absichtlich sehr einfach gehalten, um eine möglichst große Unterstützung durch viele Programme zu erhalten.
Die Weiterentwicklung wurde 2011 eingestellt.

## Vorteile von GroupDAV
- schlankes Netzwerkprotokoll
- geeignet für Kalender, Aufgabenlisten und Kontaktlisten
- Vorteile bei Synchronisation und Konsistenzerhaltung

## Geschichte
Es gibt viele, teils proprietäre Netzwerkprotokolle zur Kommunikation mit Groupware-Servern, wie z. B. MAPI (Microsoft Exchange Server), SOAP und XML-RPC.
Die Implementierung dieser Protokolle ist teilweise sehr aufwendig, weshalb nicht jede PIM-Software mit jedem Groupware-Server kommunizieren kann.
Zumindest für Kalendereinträge haben sich in letzter Zeit iCalendar-Dateien etabliert, auf die mit Hilfe des WebDAV-Protokolls zugegriffen wird.
Da eine solche iCalendar-Datei viele tausende Termine enthalten kann, ist die Verarbeitung sehr aufwendig, da jedes Mal alle Einträge beachtet werden müssen.
In der Regel benötigt man aber nur recht wenige Einträge, z. B. alle Termine der aktuellen Woche.
Abhilfe kann hier ein CalDAV-Server schaffen, an den man gezielt Anfragen stellen kann, und der einem dann nur die Teilmenge der Termine zur Verfügung stellt, die der Suchanfrage entsprechen.
Einige Entwickler haben die Komplexität von CalDAV kritisiert, da es schwer zu implementieren ist und so zu Implementierungsfehlern in unterschiedlichen Kalenderverwaltungsanwendungen führen kann, die wiederum zu Inkompatibilitäten führen.
Außerdem ist CalDAV speziell auf die Verwaltung von Kalendern spezialisiert und bietet keine Unterstützung für die Verwaltung von Kontaktinformationen.
Mittlerweile wurde die Weiterentwicklung von GroupDAV eingestellt.

## Technische Hintergründe
Anstatt alle Einträge zusammen in einer großen Datei zu speichern, werden jeweils einzelne Kalendereinträge, jede Aufgabe für sich bzw. jede Visitenkarte einzeln in einer HTTP Ressource (vereinfacht: Datei) für sich gespeichert.
Dies vereinfacht die Synchronisation einzelner Einträge und ermöglicht es, auch nur einzelne Einträge auf dem lokalen Rechner zwischenzuspeichern (Caching).
Im Vergleich dazu muss eine ggf. mehrere Megabyte große iCalendar-Datei jedes Mal komplett übertragen werden, auch wenn sich nur ein einzelner Eintrag geändert hat.

## Client-Software mit GroupDAV-Unterstützung
- Kontact (KDE)
- Apple iCal
- Evolution mit Erweiterung
- OpenSync
- Thunderbird/Lightning mit SOGo Connector Plugin
- Microsoft Outlook mit ZideOne Plugin
- Microsoft Outlook mit Open Connector

## WebDAV-Server-Software
- Citadel
- SOGo (ehemals OpenGroupware.org auch bekannt unter ScalableOGo)
- EGroupware
- Apache mod dav
- Darwin Calendar Server
- Bedework
- OpenGroupware (auch bekannt unter Ogo)